# Хорнуй
Хорну́й (чув. Хорнуй) — деревня в Цивильском районе Чувашской Республики. Входит в состав Медикасинского сельского поселения.

## География
Находится в северной части Чувашии на расстоянии приблизительно 15 км на юг по прямой от районного центра города Цивильск.

## История
Известна с 1795 года как деревня с 9 дворами. В XIX-начале XX веков околоток деревни Яшкильдино (Канашского района). В 1897 году учтено 83 жителя, в 1926 — 20 дворов, 94 жителя, в 1939—107 жителей, в 1979 — 83. В 2002 году было 17 дворов, 2010 — 12 домохозяйств. В период коллективизации образован колхоз «Красная Чувашия», в 2010 году действовало ООО «ВДС».

## Население
Постоянное население составляло 32 человека (чуваши 100 %) в 2002 году, 21 в 2010.
Постоянно проживают 8 человек, в дачный сезон - 32 человека (07.2022г.). 